# Wałdowo (Miastko)
Waldowo (deutsch Waldow) ist ein  Dorf in der polnischen Woiwodschaft Pommern und gehört zur Gmina Miastko (Rummelsburg) im Powiat Bytowski (Bütower Kreis).

## Geographische Lage
Das Dorf liegt in Hinterpommern, in einem Tal der Wipper (poln. Wieprza), etwa 13 Kilometer nordöstlich von Miastko (Rummelsburg i. Pom.), 25 Kilometer südwestlich von Bytów  (Bütow) und vier Kilometer nördlich des Dorfs Piaszczyna (Reinwasser). Bei dem Dorf liegen der Kleine Dorfsee und der Große Dorfsee, die nacheinander von der aus dem Biallen-See (poln. Jezioro Białe) kommenden Wipper durchflossen werden.

## Geschichte

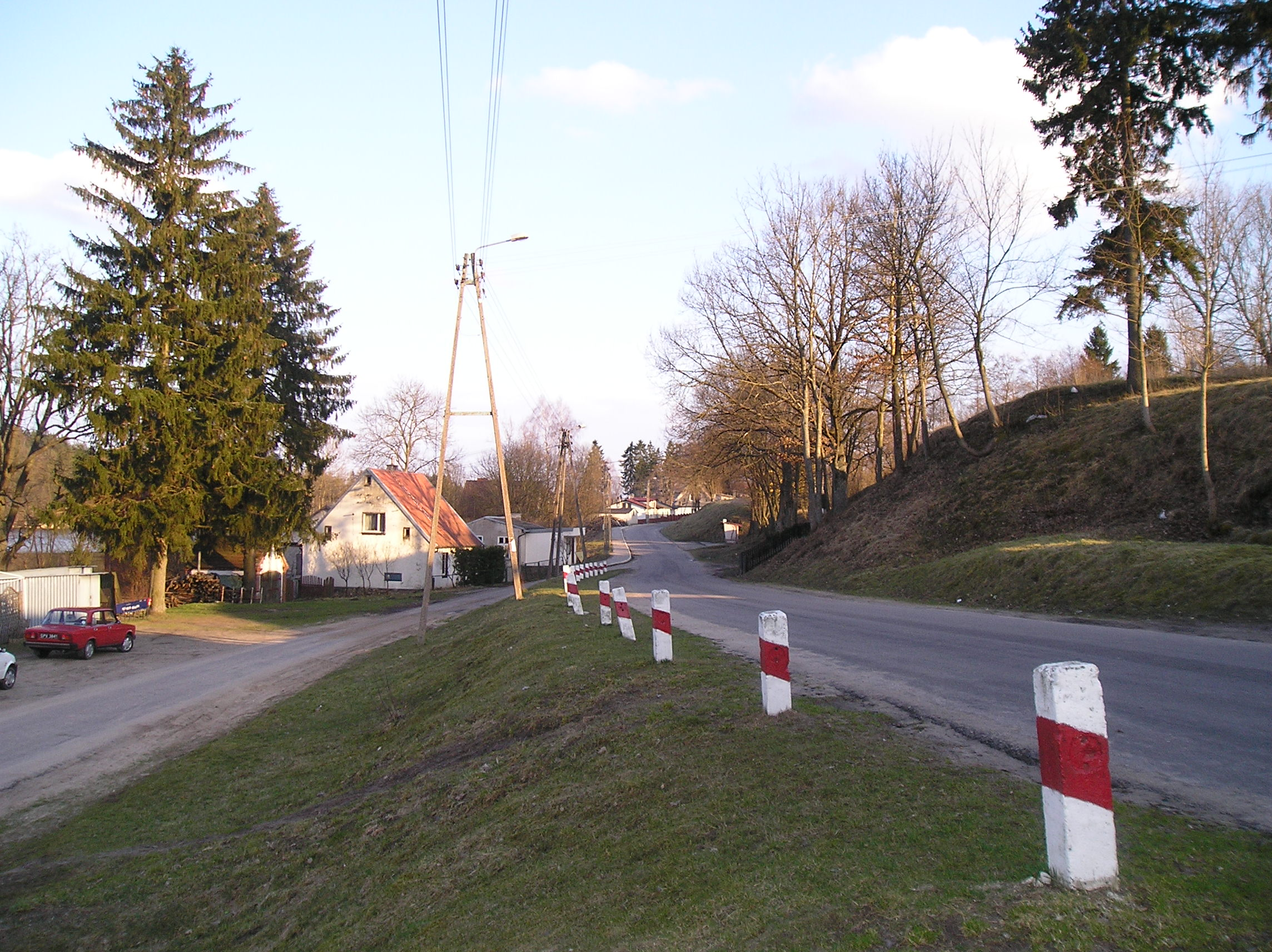
Dorfstraße (2005)

Waldow, nordöstlich von Rummelsburg und südöstlich des Dorfs Rohr, auf einer Landkarte von 1915

Waldow, nordöstlich von Rummelsburg und südwestlich von Bütow, auf einer Landkarte von 1910 (Karte ist durch Anklicken vergrößerbar)

Das Dorf Waldow, zu dem drei Vorwerke, auf der Feldmark eine Wassermühle an der Wipper, beträchtliche Holzungen sowie auch Fischereirechte auf verschiedenen Seen gehörten, war ehemals ein altes Puttkamersches Lehen. Valentin von Massow, der einen Teil des Lehens am 15. Dezember 1694 von Christian von Puttkammer und einen weiteren Teil am 16. Oktober 1718 auf dreißig Jahre von Claus Lorenz von Puttkammer käuflich erworben hatte, hinterließ das ganze Gut seinem Sohn, dem Generallieutenant Hans Georg Detlef von Massow, der es am 12. Dezember 1738 seinem Schwager, dem Landrat George Christian von Puttkammer, überließ und, nachdem er es 1748 wieder an sich genommen hatte, es Letzterem und seinem anderen Schwager, dem geheimen Staatsminister Valentin von Massow, testamentarisch vermachte. Die beiden Schwäger einigten sich am 1. Mai 1765 dahingehend, dass Valentin von Massow das Gut übernahm. 1782 befand sich dessen Sohn, der Kriegs- und Domänenrat Friedrich Ewald Ernst von Massow, im Besitz des Guts.
Das Allodial-Rittergut Waldow befand sich seit 1847 im Besitz eines Palm. Im Verzeichnis der Pommerschen Ritterschaft vom 1. Januar 1862 ist der Berliner Rentier Meudtner als Besitzer des Guts Waldow aufgelistet, das er 1860 gekauft hatte. Im Jahr 1884 wird ein Grunert als Besitzer des Ritterguts Waldow mit Dampfbrennerei und Ziegelei genannt. 1892 hieß der Gutsbesitzer Darjes.
Am 24. August 1911 erfolgte die Umwandlung des Gutsbezirks Waldow in die Landgemeinde Puppendorf.
Am 1. Dezember 1913 wurden auf der 1028 Hektar großen Gemarkungsfläche der Landgemeinde Waldow 80 viehhaltende Haushaltungen gezählt.
Am 1. April 1927 hatte der benachbarte Gutsbezirk Scharnitz eine Flächengröße von 394 Hektar, und am 16. Juni 1925 hatte dieser Gutsbezirk 73 Einwohner. Am 30. September 1928 wurde der Gutsbezirk Scharnitz in die Landgemeinde Waldow eingegliedert.
Anfang der 1930er Jahre hatte die Landgemeinde Waldow eine Flächengröße von 14,1 km². Innerhalb der Gemeindegrenzen standen zusammen 101 bewohnte 
Wohnhäuser an sechs verschiedenen Wohnstätten:
1. Gründen
2. Mühle Waldow
3. Scharnitz
4. Schidlitz
5. Waldow
6. Ziegelei Waldow

Um 1935 hatte Waldow u. a. einen Gasthof, ein Bankgeschäft, zwei Baugeschäfte, drei Gemischtwarenläden, eine Bäckerei, eine Metzgerei, eine Mühle, ein Holzsägewerk, einen Maurermeister, zwei Schmieden, eine Stellmacherei, eine Tischlerei und eine Zimmerei. Im Jahr 1939 hatte die Landgemeinde Waldow 512 Einwohner.
Die Landgemeinde Waldow gehörte im Jahr 1945 zum Landkreis Rummelsburg im Regierungsbezirk Köslin der preußischen Provinz Pommern des Deutschen Reichs und war dem Amtsbezirk Reinwasser angegliedert. Das Standesamt befand sich in Reinwasser.
Gegen Ende des Zweiten Weltkriegs wurde Waldow Anfang März 1945 von der Roten Armee eingenommen. Anschließend wurde Waldow zusammen mit ganz Hinterpommern von der Sowjetunion der Volksrepublik Polen zur Verwaltung überlassen.  Es begann danach allmählich die Zuwanderung von Polen. Die einheimische Bevölkerung wurde in der Folgezeit von der polnischen Administration vertrieben. Der Ortsname wurde zu    „Waldowo“   polonisiert.

## Kirchspiel bis 1945
Die Dorfkirche wurde 1716 erbaut.

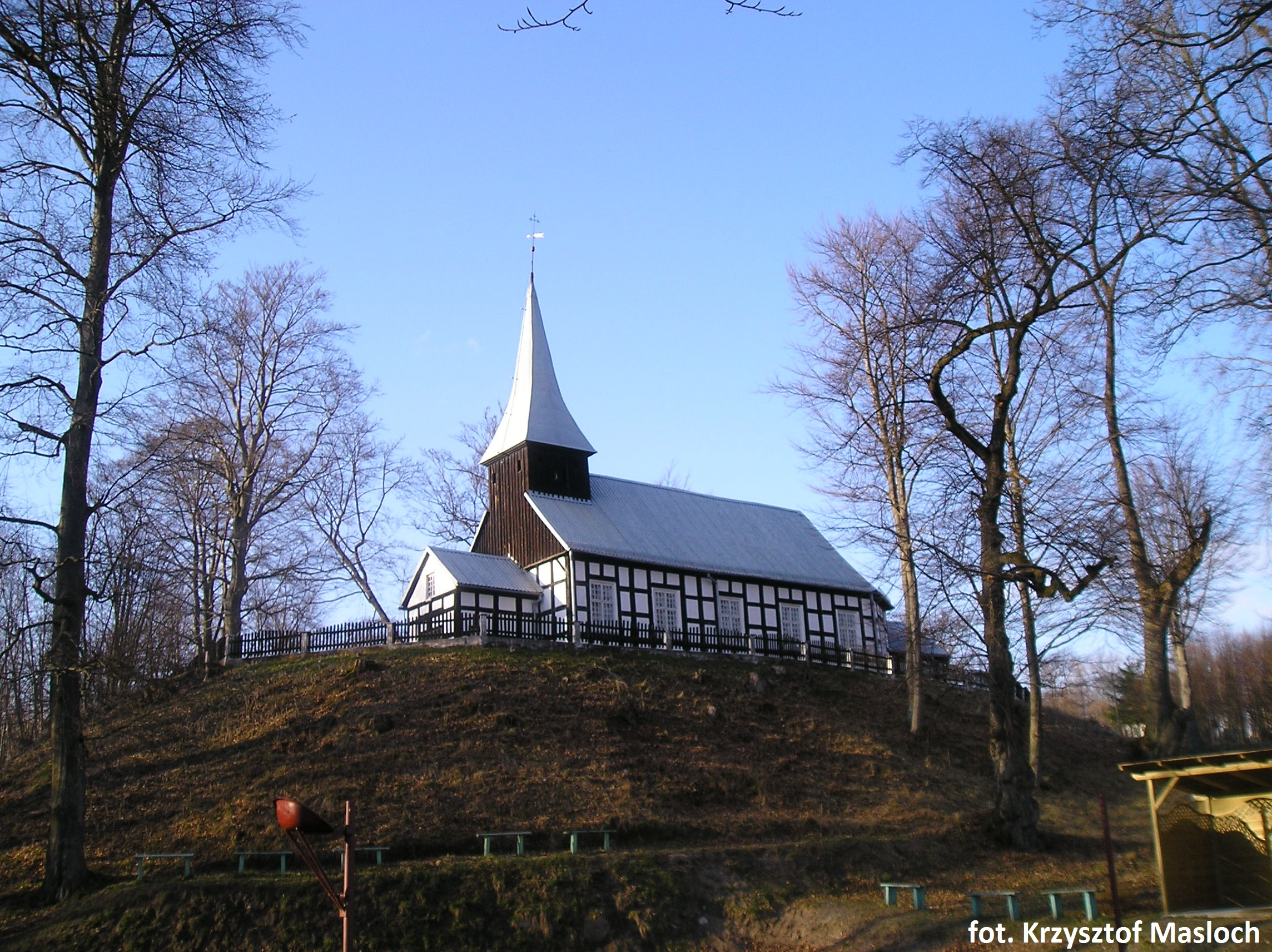
Dorfkirche (Aufnahme 2005), bis 1945 Gotteshaus der evangelischen Gemeinde Waldow

Die vor 1945 anwesende Dorfbevölkerung war mit wenigen Ausnahmen evangelischer Konfession. Die evangelischen Einwohner gehörten zum Kirchspiel Waldow. Der lückenlose Bestand an Kirchenbüchern reichte bis 1810 zurück; darüber hinaus waren Restbestände aus dem Zeitraum 1733–1756 vorhanden.
Das katholische Kirchspiel war in Rummelsburg i. Pom.
Nach 1945 wurde das Kirchengebäude zugunsten der Römisch-katholischen Kirche in Polen zwangsenteignet.

## Persönlichkeiten
- Johannes Lassenius (1636–1692), Hofprediger, Hochschullehrer für Theologie, Konsistorialassessor und Pastor zu St. Petri in Kopenhagen, Dichter einer Reihe bekannter Kirchenlieder, wurde hier geboren[13]
- Hans Georg Detlef von Massow (1686–1761), preußischer Generalleutnant, Generalkriegskommissar und Erbherr auf Waldow
- Valentin von Massow (1712–1775), königlich preußischer wirklicher geheimer Staatsminister und Vizepräsident des General-Oberfinanz-Direktoriums, Erbherr auf Rohr, Rummelsburg, Groß Karzenburg, Waldow, Schweßin, Friedrichshuld etc.